# Puttur
Puttur – miasto w Indiach, w stanie Karnataka. W 2011 roku liczyło 53 061 mieszkańców.